# Pangur Bán

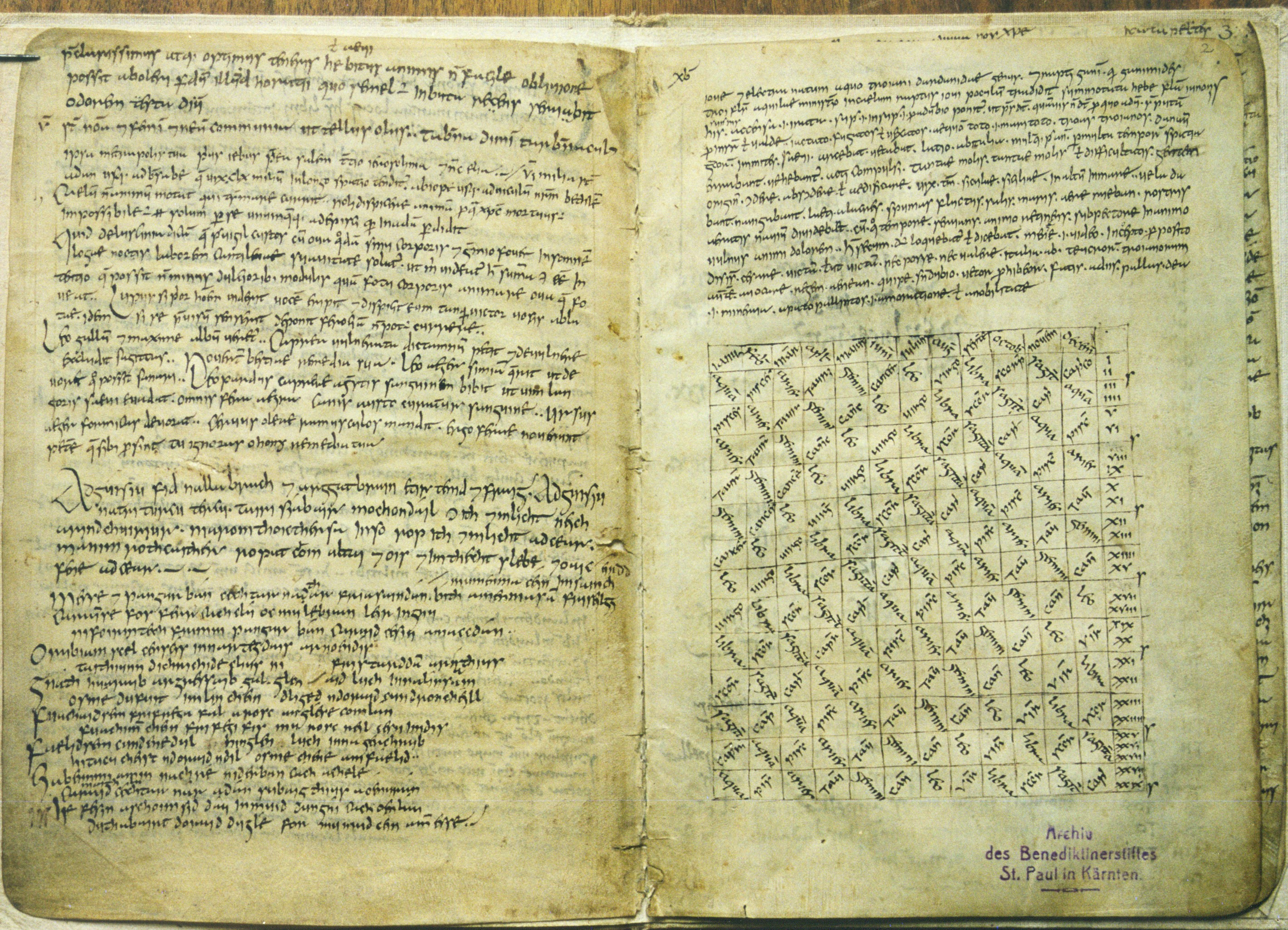
Foli del Quadern de Reichenau on es llegeix Pangur Bán. Foli 1v, a l'esquerra de la imatge. El text es troba a la part inferior

Pangur Bán és un poema en irlandès antic, escrit al segle ix per un monjo irlandès exiliat a l'Abadia de Reichenau. El poema consta de vuit estrofes de quatre versos i en ell l'autor compara les activitats del seu gat Pangur Bán (que significa Pangur, el blanc) amb la seva tasca intel·lectual.
El poema es conserva en el Quadern de Reichenau (Reichenauer Schulheft) (Stift St. Paul Cod. 86b/1 fol 1v). Certes semblances amb la poesia de Seduli Escot han fet pensar que en podria ser l'autor.

## El poema en la literatura i cinema moderns
El 1903 els celtistes Whitley Stokes i John Strachan van publicar una edició crítica del poema en el segon volum del Thesaurus Palaeohibernicus. S'ha traduït nombroses vegades a l'anglès; la traducció més coneguda és la de Robin Flower. En feu també una traducció W. H. Auden, traducció que fou musicada per Samuel Barber en les seves Hermit Songs (1952–53).
N'existeix una traducció al castellà per Marià Manent (La poesía irlandesa, Barcelona, 1952).
En la pel·lícula d'animació El secret de Kells (2009), que se situa en el context de la Irlanda del segle ix, hi apareix un gat blanc, anomenat Pangur Bán, que és el company d'un monjo. En els títols de crèdit de la pel·lícula s'hi llegeix, en irlandès modern, una paràfrasi del poema